# Zabajkalszk
Zabajkalszk (oroszul: Забайкальск) városi jellegű település Oroszország ázsiai részén, a Bajkálontúli határterületen, a Zabajkalszki járás székhelye. 

## Elhelyezkedése
Vasútállomás és fontos határátkelőhely az orosz-kínai határon, Csitától vasúton 459 km-re délkeletre, szemben a kínai Mǎnzhōulǐ-val (oroszul: Маньчжурия). A Csitából induló A-350 jelű autóút végpontja. Környéke vízhiányos, száraz sztyepp.

## Története
Vasúti kitérőként létesítették 1900 körül. 
1954-től városi jellegű település, 1960-tól neve Zabajkalszk (jelentése: 'Bajkálontúli'). Korábbi neve (1929-től) Otpor. 1967-ben lett járási székhely. A határátkelőt 1998-ra korszerűsítették és bővítették. 

## Népessége
- 1989-ben kb. 7500 fő
- 2002-ben 10 210 fő[2]
- 2010-ben 11 769 fő volt.[3]